# Marco Postúmio Regilense
Marco Postúmio Regilense (em latim: Marcus Postumius Regilensis) foi um político da gente Postúmia nos primeiros anos da República Romana eleito tribuno consular em 414 a.C..

## Tribunato (414 a.C.)
Marco Postúmio foi eleito tribuno consular em 414 a.C. com Quinto Fábio Vibulano Ambusto, Lúcio Valério Potito e Cneu Cornélio Cosso.
Neste ano, Bolas, capturada no ano anterior pelos romanos, que discutiam criar ali uma colônia romana, foi reconquistada e refortificada pelos équos. O Senado decide então confiar a campanha aos cuidados de Marco Postúmio. Ele conduziu o exército à vitória, mas criou inimizades com seus próprios soldados ao descumprir a promessa de dividir com eles o butim da guerra. Reconvocado a Roma, durante uma inflamada discussão na assembleia com os tribunos da plebe, especialmente Marco Sêxtio, que ameaça reapresentar a proposta de divisão agrária de Bola do tribuno Lúcio Décio, que havia sido bloqueada no ano anterior, Marco Postúmio, apoiado pelos patrícios, se opõe e ameaça dizimar seu exército.
Quando a notícia chegou ao acampamento militar do que se passava em Roma, os soldados se levantaram em revolta. Marco Postúmio lidou com a situação com dureza excessiva, tanta que, quando novos tumultos irromperam por causa de sua decisão de condenar alguns soldados à morte, foi capturado juntamente com seu questor, Públio Sêxtio, e apedrejado por seus próprios soldados.
| “ | Reconvocado pelo tumulto, Postúmio agravou a situação com duros interrogatórios e punições cruéis. Quando os gritos dos que haviam sido sentenciados à morte na grelha atraíram uma grande multidão, ele, sem conseguir conter sua fúria, desceu como um louco dos bancos da corte em direção aos que prostestavam contra a execução. Tão logo os lictores e centuriões entraram na confusão para dispersar a multidão, a raiva chegou a tal ponto que o tribuno acabou sendo apedrejado por suas tropas | ” |
|   | — Lívio, Ab Urbe condita IV, 4, 50.. |   |

Os tribunos da plebe impediram que os tribunos consulares abrissem um inquérito sobre o ocorrido.